# Burrrn
Burrrn – jest niewielkim, bardzo prostym w obsłudze programem służącym do wypalania płyt audio z danymi CD-Text.
Program obsługuje pliki w wielu formatach:
wav, mp3, mpc, ogg, aac, mp4, ape, flac, ofr, wv, tta, oraz playlisty w formatach m3u, PLS, fpl oraz kompilacji cue sheets.
Jego używanie jest intuicyjne m.in. dzięki zastosowaniu metody "przeciągnij i upuść" (ang. "drag and drop"). Program daje również możliwość normalizacji głośności nagrywanych utworów niezależnie od ich formatu.
Burrrn jest na licencji Cardware, czyli można go używać zupełnie za darmo, a użytkownik w ramach "wdzięczności" może wysłać kartkę pocztową do autora programu.